# امان‌الله قرشی
امان‌الله قُرَشی (۱۲۹۹ در شیراز - ۶ اردیبهشت ۱۳۸۸ در تهران) فعال سیاسی و عضو سابق حزب توده ایران، پژوهش‌گر تاریخ، جغرافیا و فرهنگ‌های باستانی بود. نام وی به اشتباه امان‌الله قریشی هم نوشته می‌شود.

## زندگی
قرشی در سال ۱۲۹۹ خورشیدی در شیراز متولد شد و ۸۹ سال عمر کرد و در سال ۱۳۸۸ خورشیدی درگذشت. زندگی طولانی و پرثمر او به بغرنجی تاریخ قرن بیستم وطنش بود که به آن مهر می‌ورزید. می‌توان به زندگی ایشان در سه بخشِ به هم پیوسته پرداخت: زندگی سیاسی، زندگی پژوهشی - فرهنگی و زندگی خصوصی.

### زندگی سیاسی
از منظر سیاسی آقای قرشی در دو مقطع تاریخی حساس ایران نقش آفرین بود و تا پای اعدام پیش رفت. یکی قبل از شهریور ۱۳۲۰ با افکار ملی گرایانه افراطی و عضویت در گروه محسن جهانسوز و دوم بعد از شهریور ۱۳۲۰ که با افکار کمونیسمی به حزب توده ایران پیوست. هر دو دوره، با زندانی شدن قرشی به پایان رسید.

#### عضویت در گروه محسن جهانسوز
وی که فارغ‌التحصیل دانشکده افسری در رشته توپخانه بود کمی پس از پایان تحصیل و دریافت درجه ستوانی در سال ۱۳۱۷ در ارتباط با فعالیت‌های ستوان وظیفه «محسن جهانسوز» دستگیر و زندانی شد. «گروه جهانسوز» تشکلی با اعتقادات ملی‌گرایی افراطی بود که بر محور شخصیت اصلی آن، محسن جهانسوز، گرد هم آمده بود. جهانسوز کوشش داشت با همراه کردن افسران جوان آن دوران افکار خود را گسترش دهد. اما بعد از دستگیری اعضای این گروه در سال ۱۳۱۸ که منجر به اعدام محسن جهانسوز و زندانی شدن یاران او از جمله امان‌الله قُرَشی انجامید، این گروه متلاشی شد. بعدها امان‌الله قرشی گفت که این گروه، افراد خام و نامتجانس را در بر می‌گرفت که اطلاعات سیاسی و اجتماعی چندانی نداشتند و خیلی زود بساطشان توسط پلیس سیاسی برچیده شد. در زمان حضور در زندان، مدت کوتاهی قرشی با دکتر تقی ارانی همبند بود. قرشی خاطره‌ای نیک از ارانی داشت و در مجاورت گروه ۵۳ نفر در زندان عقایدش از نوعی ملّی گرایی افراطی به سوی کمونیسم کشانده شد.

#### پیوستن به حزب توده ایران
پس از سقوط نظام رضاشاهی در شهریور ۱۳۲۰ و باز شدن درِ زندان‌ها، قرشی نیز مانند صدها زندانی دیگر آزاد شد و به حزب نوخاسته توده پیوست. در حزب توده، قرشی به زودی استعداد خود را در اداره امور تشکیلاتی نشان داد و به سرعت ترقی کرد تا بدان جا که در مقطع کودتای ۲۸ مرداد ۱۳۳۲ وی مسئول کمیته ایالتی حزب در تهران بود که عملاً وی را مسئول مهم‌ترین نهاد تشکیلاتی حزب در آن زمان در تهران قرار می‌داد. در گروه‌بندی‌های درون حزبی، قرشی همواره پیرو خط نورالدین کیانوری به حساب می‌آمد.
قرشی در اواخر سال ۳۵ – ۱۳۳۴ و پس از فروپاشی سازمان افسران حزب توده، دستگیر شد و در سال ۱۳۳۷یا ۱۳۳۶ از زندان آزاد شد. آزادی از زندان به معنی پایان فعالیت‌های سیاسی قرشی نیز بود و ایشان دیگر هرگز در امر سیاست به هیچ شکل شرکت نکردند.

### فعالیت فرهنگی - پژوهشی
قرشی پس از رهایی از زندان همکاری خود را با جهانگیر بهروز آغاز کرد. بهروز نیز از اعضای حزب توده بود و در سال ۱۳۳۱ مؤسسه مطبوعاتی و انتشاراتی «اکو آف ایران» (Echo of Iran) را پایه‌ریزی کرده بود. پس از آزادی از زندان، بهروز پیگیر گسترش این مؤسسه شد. «اکو» مؤسسه ای بود که نشریات متعددی به زبان انگلیسی به چاپ می‌رساند. امان‌الله قرشی در اواخر دهه ۱۳۳۰ به این مؤسسه پیوست.

#### انتشار سالنامه ایران آلمانک
یکی از انتشارات «اکو» سالنامه ایران آلمانک (Iran Almanac) بود که تمامی آمار و ارقام مربوط به ایران و سوابق تاریخی رویدادها را جمع‌آوری کرده و به زبان انگلیسی در اختیار عموم قرار می‌داد. آقای قرشی مدیریت این بخش از «اکو» را به عهده گرفت. همکاری این دو تا انقلاب ۱۳۵۷ ادامه داشت و سالنامه ایران آلمانک به عنوان مرجعی برای پژوهشگران و دیگر علاقه مندان در دانشگاه‌های دنیا تبدیل شد. سالنامه ایران آلمانک هنوز به شکل دو سال یک بار توسط «اکو» چاپ می‌شود. آقای قرشی در این دوران زبان انگلیسی را نیز آموخت و در کنار فارسی و فرانسه برای پیشبرد امر به کار گرفت.

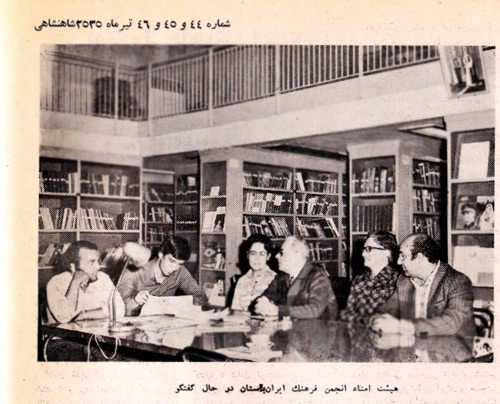
افراد حاضر در عکس از راست به ترتیب: امان‌الله قرشی - مسعود رجب نیا – فتح‌الله مجتبایی – فرنگیس شاهرخ (یگانگی) – شهروز پرخیده – بوذرجمهر پرخیده. بوذرجمهر پرخیده دربارهٔ این عکس می‌گوید: در سال ۱۳۵۵ خورشیدی، برای گفت و گو با هیئت امنای انجمن فرهنگ ایران باستان به مکان این انجمن در کتابخانه یگانگی رفتیم. برای خواندن این گفت و گو نگاه کنید به: شماره تیرماه ۱۳۵۵خورشیدی (۲۵۳۵ شاهنشاهی - شماره ۴۴ – ۴۶) مهنامه زرتشتیان.

#### عضویت در انجمن فرهنگی ایران باستان
امان‌الله قرشی همکاری خود را با «انجمن فرهنگی ایران باستان» (تأسیس ۱۳۴۱) نیز آغاز نمود و از سال ۱۳۴۳ در هیئت مدیره انجمن عضویت یافت و تا پایان عمر عضو فعال آن بود. در این دوران وی به فراگیری زبان‌های پارسی باستان و پارسی میانه همت گماشت و مشغول پژوهش جهت گِردآوری مواد خام لازم برای کار پژوهشی اصلی خود شد. این پروژه شامل رَدیابی ریشه لغوی نام شهرها و روستاهای ایران بود، کاری بس عظیم و در حد نوعی دایرةالمعارف که او تا پایان عمر خود ادامه داد و موضوع اصلی کتاب‌ها و مقالات او بود. او همواره می‌گفت که سرانجام بخشیدن به این کار در دوران زندگی وی عملی نخواهد شد. ولی به هر حال او بخش مهمی از پژوهش را انجام داده و امید داشت دیگران کار وی را پی‌گیری نمایند.

### زندگی خصوصی
امان‌الله قرشی در سال ۱۳۳۱ با آغاباجی خسروی آذربایجانی (۱۳۸۱ – ۱۲۸۸) ازدواج کرد و زندگی عاشقانه اش را آغاز نمود. عشق و علاقه خانم خسروی و آقای قرشی به یکدیگر زبانزد خانواده و دوستان آنان بود. این دو که هرگز فرزندی نداشتند تا پایان زندگی مشترکشان در آپارتمانی اجاره ای در چهارراه عزیزخان زندگی می‌کردند. در دوران زندگی مخفی و زندان، آغاباجی خسروی همواره یار و مونس قرشی بود و پس از آن نیز بی شک حمایت‌های مادی و معنوی وی نقشی اساسی در موفقیت‌های آتی قرشی داشت. این دو هم‌اکنون در مزاری مشترک در کنار هم خفته‌اند.

## کتاب سیر کمونیسم در ایران
شایع است که قرشی در همکاری با کودتاچیان، کتاب سیر کمونیسم در ایران را نوشته‌اند که توسط ساواک منتشر شده. بی شک این کتاب توسط شخص یا اشخاصی نوشته شده که از عملکرد درونی حزب توده اطلاعات کاملی داشته‌اند، اما قرشی تا پایان عمر مشارکت در نگارش این کتاب را رد می‌کرد.

## مرگ و لغو بزرگداشت
امان‌الله قرشی در ۶ اردیبهشت ۱۳۸۸ در تهران درگذشت و در کنار آرامگاه همسرش، دفن شد. قرار بود در روز ۲۶ خرداد ۱۳۸۸ مراسم بزرگداشت قُرَشی در تالار اجتماعات سرای اهل قلم با سخنرانی دکتر فتح‌الله مجتبایی، کامران فانی، دکتر رحیم رضازاده ملک، دکتر شهرام هدایت و مدیران انتشارات هرمس و اطلاعات برگزار شود اما این مراسم لغو شد.